# ONE Fight Night 12
ONE Fight Night 12: Superlek vs. Khalilov fue un evento de deportes de combate producido por ONE Championship llevado a cabo el 15 de julio de 2023, en el Lumpinee Boxing Stadium en Bangkok, Tailandia.

## Historia
Una pelea de unificación por el Campeonato Mundial de Peso Pesado de ONE entre campeón Arjan Bhullar y el campeón interino Anatoliy Malykhin estaba programada para encabezar el evento. El par estaba programado anteriormente para enfrentarse en ONE 161 y luego en ONE Fight Night 8, pero fue trasladada a este evento por un cambio en los compromisos de tranmisión. Sin embargo, el 19 de mayo de 2023, se anunció que la pelea fue trasladada a ONE Friday Fights 22.
Una revancha por el Campeonato Mundial de Peso Pluma de ONE entre el actual campeón Tang Kai y el ex-campeón Thanh Le estaba programada para encabezar a cabo en el evento. Sin embargo, Tang se retiró de la pelea por una lesión de rodilla y la pelea fue cancelada.
Una pelea por el Campeonato Mundial de Kickboxing de Peso Semipesado de ONE entre el actual campeón Roman Kryklia (además de Campeón del Grand Prix de Kickboxing de Peso Pesado de ONE) y Francesko Xhaja estaba programada para encabezar el evento. Sin embargo, Xhaja se retiró del evento por una lesión y la pelea fue cancelada.
Una pelea de peso mosca de Muay Thai entre el Campeón Mundial de Kickboxing de Peso Mosca de ONE Superlek Kiatmuu9 y Tagir Khalilov fue programada para encabezar el evento. En el pesaje, Superlek 135.25 libras, 0.25 libras sobre el límite de peso mosca. La pelea continuó en un peso pactado y Superlek fue multado con un porcentaje de su bolsa, que fue hacía Khalilov.
Una pelea de peso pluma entre el ex-retador titular y rankeado #2 Garry Tonon y el rankeado #5 Shamil Gasanov se llevó a cabo en el evento.

## Resultados
1. ↑  Superlek no dio el peso (135.25 lbs).
2. ↑  Wakamatsu no dio el peso (135.5 lbs).
3. ↑  Goncalves no dio el peso (135.75 lbs).

## Bonificaciones
Los siguientes peleadores recibieron bonos de $50.000.
- Actuación de la Noche: Garry Tonon, Amir Aliakbari, Akbar Abdullaev, Petjeeja Lukjaoporongtom y Bogdan Shumarov